# 諏訪結衣
諏訪 結衣（すわ ゆい、2013年5月31日 - ）は、日本の子役。所属事務所はスマイルモンキー。

## 概要
2019年10月から東京都目黒区にある子役事務所スマイルモンキーに所属している。
フジテレビ系ドラマ『風間公親－教場0－』で新垣結衣の娘役を演じ、番組公式SNSが仲良し親子ショットを掲載すると「本当の親子みたい」「W結衣ちゃん可愛い」と話題になった。
趣味：ドラマ・映画鑑賞、ルービックキューブ、TikTok
特技：ダンス、スイミング、柔軟体操

## 出演作品

### 映画
- ホリミヤ（2021年、ティ・ジョイ、松本花奈監督） - 堀京子（久保田紗友） 幼少役
- あちらにいる鬼（2022年、ハピネットファントム・スタジオ、廣木隆一監督） - 白木海里 役
- 事故物件ゾク 恐い間取り（2025年、松竹、中田秀夫監督） - 春原花鈴（畑芽育） 幼少役

### ドラマ
- モコミ〜彼女ちょっとヘンだけど〜（2021年、テレビ朝日） - 小島里香 役
- ホリミヤ（2021年、MBS） - 堀京子（久保田紗友） 幼少役
- 神様のえこひいき（2022年、Hulu） - 三鷹亜美（川島鈴遥） 幼少役
- 昭和歌謡ミュージカル また逢う日まで（2022年、NHK BSP・BS4K） - 透明人間を踊る女の子役
- PICU 小児集中治療室（2022年、フジテレビ） - 星野沙羅 役
- フジテレビ開局65周年特別企画 風間公親－教場0－（2023年、フジテレビ） - 隼田ゆかり 役

- 連続テレビ小説
  - らんまん（2023年、NHK） - 倉木かの 役
  - 虎に翼（2024年、NHK） - 同級生役

- 過保護な若旦那様の甘やかし婚（2024年、MBS） - 鶴岡依音（井頭愛海） 幼少役
- 仮面ライダーガヴ（2024年、テレビ朝日） - リカ 役
- 年下彼氏2（2024年、ABCテレビ） - 吉川ひまり（秋田汐梨） 幼少役
- 年下童貞くんに翻弄されてます（2025年、MBS） - 今井花恋（森香澄） 幼少役

### 子供向け教育番組
- 天才てれびくんhello,（2020年、NHK Eテレ） - カメの声
- えるえる（2021年12月・2022年4月 - 放送中、NHK Eテレ） - 光の妖精ビビ 役 レギュラー出演
- さんすうレスキュー!（2024年、NHK Eテレ） - レイカ 役

### バラエティー番組
- ガチャムク（2019年、BSフジ） - 好き嫌い応援団、ガチャムクソング
- ザ！世界仰天ニュース（2021年、日本テレビ） - 再現VTR 中澤莉佳子 幼少役
- 上田と女が吠える夜（2022年、日本テレビ） - 再現VTR 若槻千夏 娘役
- まだアプデしてないの？（2022年、テレビ朝日） - こども新聞記者役

### TVCM
- 日本軽金属「うたっておどって日軽金」（2020年）
- ライオン キレイキレイ 薬用泡ハンドソープ「手洗い大切」「ハンドコンディショニング」篇（2020年）
- ジョイパレット アンパンマンDX回転ずしセット（2020年）
- ジョイパレット BIG電子ドラム&キーボード（2020年）
- セガトイズ ココさかだちして「わたしのじまんのペット♪」（2021年）
- バンダイ 鬼滅の刃なりきりパーフェクコーデ（2021年）
- ジョイパレット アイスちょうだい!!DXセット（2022年）
- SUBARU あなたとクルマの物語 Your story with Episode23「マイ・プレイス」篇（2022年）
- ジョイパレット おしゃべりすいはんきと元気100ばいSP和食セット（2022年）
- 日本マクドナルド ハッピーセット ほんのハッピーセット「さかなクンとうみのなかのがっこう」（2022年）
- パイロット マジカルチェンジ♡メイクアップメルちゃん（2022年）
- アガツマ すみっコセルフレジスター（2022年）
- UR都市機構「ダンス篇（礼金・仲介手数料ナシ）」「ダンス篇（更新料ナシ）」（2022年）
- バンダイ ひろがるスカイ！プリキュア 変身！スカイミラージュ（2023年）
- COCO'S 7種チーズの包み焼きハンバーグ「ハンバーグマニア」篇（2023年）
- NEXCO西日本「安全・安心」「快適・安心」篇（2023年）
- ピープル ドリーミーDIYトイ ねじハピ「デコ＆カスタムDIYセット」「ステッキドライバーDIY／ステッキドライバーDIYセット」篇（2024年）
- メニコン「はじめはメニコン」篇（2025年）

### WEB
- P&G パンパース 公式モデル（2013年）
- 伊藤園 健康ミネラルむぎ茶・希釈用缶健康ミネラルむぎ茶「水と混ぜるだけ」「ラクラク」篇（2020年）
- 伊藤園 健康ミネラルむぎ茶「健康に、いい汗かこうキャンペーン」篇（2020年）
- 伊藤園 健康ミネラルむぎ茶「HOTむぎ茶、はじめました！」「冬のカラダは、水分＆ミネラル不足！？」篇（2020年）
- 大和ハウス「プレミスト王子神谷」（2021年）
- 伊藤園 健康ミネラルむぎ茶「鶴瓶さん＆桐生選手のスポーツにも、むぎ茶！キャンペーン」篇（2021年）
- バンダイ 鬼滅の刃なりきりスピンコーデ（2021年）
- P&G ファブリーズ お風呂用防カビ剤「本日の授業」篇（2022年）
- パイロット おしゃれトリマー♡メイクアップペット（2022年）
- 東急不動産 「宮古島コンドミニアムホテル」（2024年）
- BioMarin Pharmaceutical Japan「BioMarinヒストリー編」「私たちの想い編」（2024年）
- 東洋水産 マルちゃん焼きそば「マルちゃんからのお願い」篇（2024年）
- メニコン「じゃんけん」篇（2025年）

### MV
- Vaundy「花占い」（2021年）
- ジェニーハイ「超最悪」（2022年）
- OxT「WHEELER-DEALER」（2024年）

### スチール
- イトーヨーカドー「ランドセル Ito Yokado2021」（2020年）
- 山田うどん おうち山田うどん「手打ちうどんシリーズ」（2020年）
- 伊藤園 健康ミネラルむぎ茶（2021年）

### その他
- バーティカルシアターアプリ smash. スマホラー 「追いやる」（野本梢監督）（2021年）
- 伊藤園 健康ミネラルむぎ茶「スポーツにも、むぎ茶！キャンペーン」発表会（2021年）